# Belvosia townsendi
Belvosia townsendi là một loài ruồi trong họ Tachinidae.